# Valentine Atem
Valentine Fondongbeze Atem (sinh ngày 26 tháng 8 năm 1978 ở Kumba) là một cầu thủ bóng đá người Cameroon thi đấu ở vị trí tiền đạo cho Tiko United.

## Sự nghiệp
Atem từng thi đấu cho câu lạc bộ Đức SV Wehen-Wiesbaden từ tháng 7 năm 2007. Trước khi ký một bản hợp đồng ở đó, anh thi đấu cho Eintracht Braunschweig. Năm 2003, anh đại diện Mount Cameroon FC thi đấu tại African Champions League và là đội trưởng của đội bóng. Anh rời MSV Duisburg sau 6 tháng vào ngày 30 tháng 1 năm 2009 và gia nhập Câu lạc bộ Azerbaijan Neftchi Baku PFC, ký một bản hợp đồng đến 30 tháng 6 năm 2009.